# 제임스 바 에임스

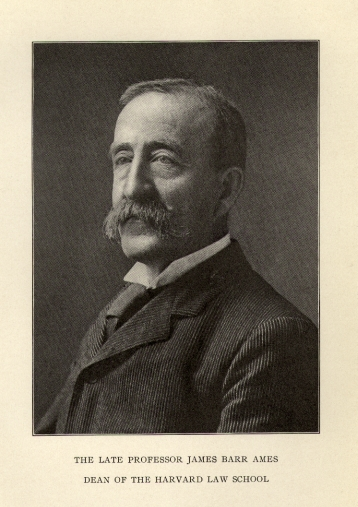
]제임스 바 에임스

제임스 바 에임스(James Barr Ames)는 (1846년–1910년)는 미국의 법학자이자 법학교수이다. 1870년대 하버드 로스쿨 학장 크리스토퍼 랑델이 창시한 판례중심의 법학교육 방법인 케이스 메쏘드(case method)를 하버드 로스쿨에서 교수로(1877-1895) 그리고 학장으로(1895-1910) 재직하면서 보급에 노력하였다. 그의 생전에 케이스 메쏘드는 미국내 전 로스쿨에 퍼졌다. 주로 영미의 판례법 연구를 하였으나 법제사를 존중하는 태도를 취하였다. 저서로는 다수의 주석판례집과 "Lectures on Legal History and Miscellaneous Legal Essays (1913)가 있다.